# Geoplanidae
Los geoplánidos (Geoplanidae), denominadas comúnmente planarias terrestres, son una familia de platelmintos nocturnos del orden Tricladida. Sus especies poseen vida libre, no son parásitas, y habitan bajo rocas o entre la hojarasca de lugares húmedos, siendo más abundantes en algunas selvas de montaña. La mayoría de las especies poseen una longitud total comprendida entre los 2 cm y los 10 cm.

## Características
Las planarias terrestres tienen un cuerpo alargado y típicamente aplanado. Su boca está situada en el sector inferior de su húmedo cuerpo. Su coloración es variada, algunos son monocromáticos en tonos oscuros, otros exhiben patrones de líneas o bandas a lo largo de su cuerpo con colores contrastantes y llamativos: rojo, negro, blanco, amarillo, etc. Las longitudes máximas de las especies van normalmente desde algo menos de 10 mm a 100 mm, siendo excepcionales las que superan los 200 mm y hasta los 600 mm en el caso de Bipalium kewense. Aunque no son moluscos, se parecen a las babosas, con las cuales no guardan ningún parentesco.
Se agrupan dentro de la clase Rhabditophora, que comprende animales de vida libre y hábitos, tanto terrestres como acuáticos, en ambientes de agua dulce y marinos. Rhabditophora a su vez se incluye entre los platelmintos (Platyhelminthes), el cual comprende muchas especies parásitas de interés médico y veterinario, como las tenias y duelas.

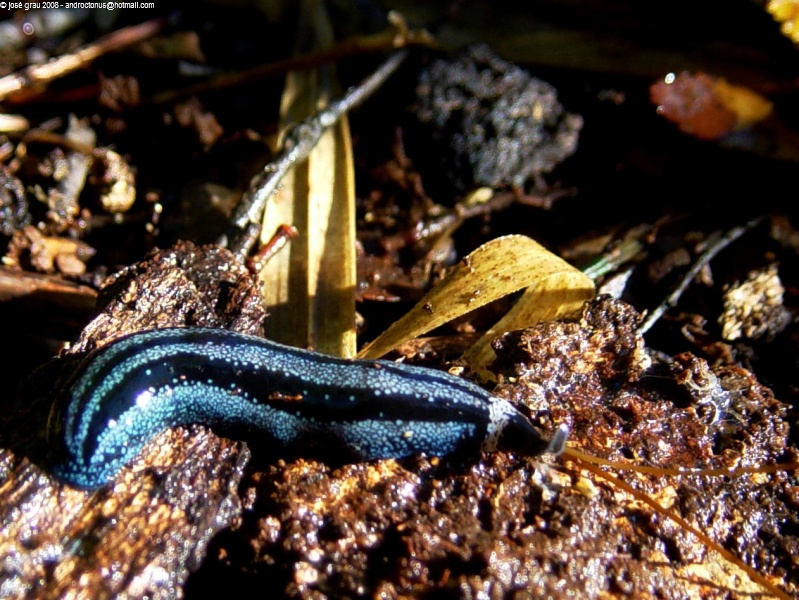
Algunas planarias terrestres poseen colores vistosos; en la imagen: Pseudogeoplana reticulata.

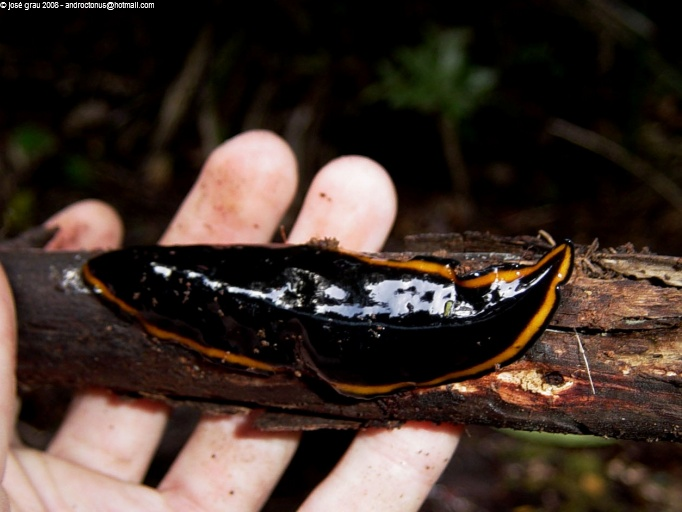
Esta planaria terrestre es Polycladus gayi, originaria de la selva valdiviana del sur de Chile y Argentina.

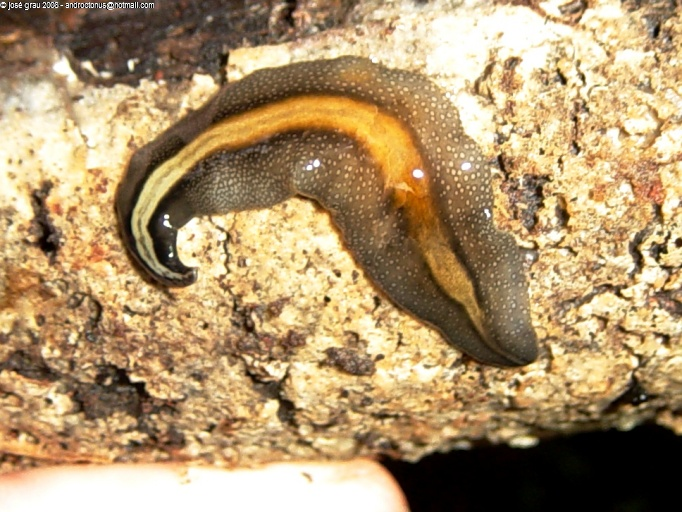
Esta planaria terrestre es Geoplana burmeisteri, originaria de la mata atlántica del sudeste de Brasil y norte de Argentina..

## Costumbres
Las planarias terrestres son gusanos planos poco conocidos por el público en general. En los casos de encuentros con estos animales, a menudo suelen ser confundidos con sanguijuelas terrestres o babosas. También coadyuva para su desconocimiento su coloración frecuentemente críptica, sus hábitos ocultos por los que pasan inadvertidos, además de que sus costumbres son netamente nocturnas, en razón de que los rayos solares los desecan y matan rápidamente ya que no han desarrollado mecanismos para retener el agua de sus cuerpos. Por esta razón su hábitat suele ser sombrío y húmedo, encontrándose la mayor diversidad en selvas tropicales y subtropicales de todo el mundo.
Durante el día se mantienen inactivos y ocultos entre la hojarasca, bajo rocas o troncos caídos, etc. Al llegar la noche abandonan sus refugios y salen a recorrer las inmediaciones trasladándose lentamente en búsqueda de alguna presa.
Alimentación
Las planarias terrestres representan los predadores topes en la cadena alimentaria de la fauna edáfica del microhábitat de su ecosistema. Sus posibles presas varían en función del tamaño de la planaria, pero generalmente capturan desde sanguijuelas terrestres, caracoles, larvas de insectos, colémbolos, isópodos, termitas, ciempiés, ciertos arácnidos y hasta lombrices.
Cuando dan con una presa, al mismo tiempo que la paralizan la envuelven en moco. Luego protruyen hacia el exterior el tubo muscular que constituye su faringe.

## Conocimiento y conservación

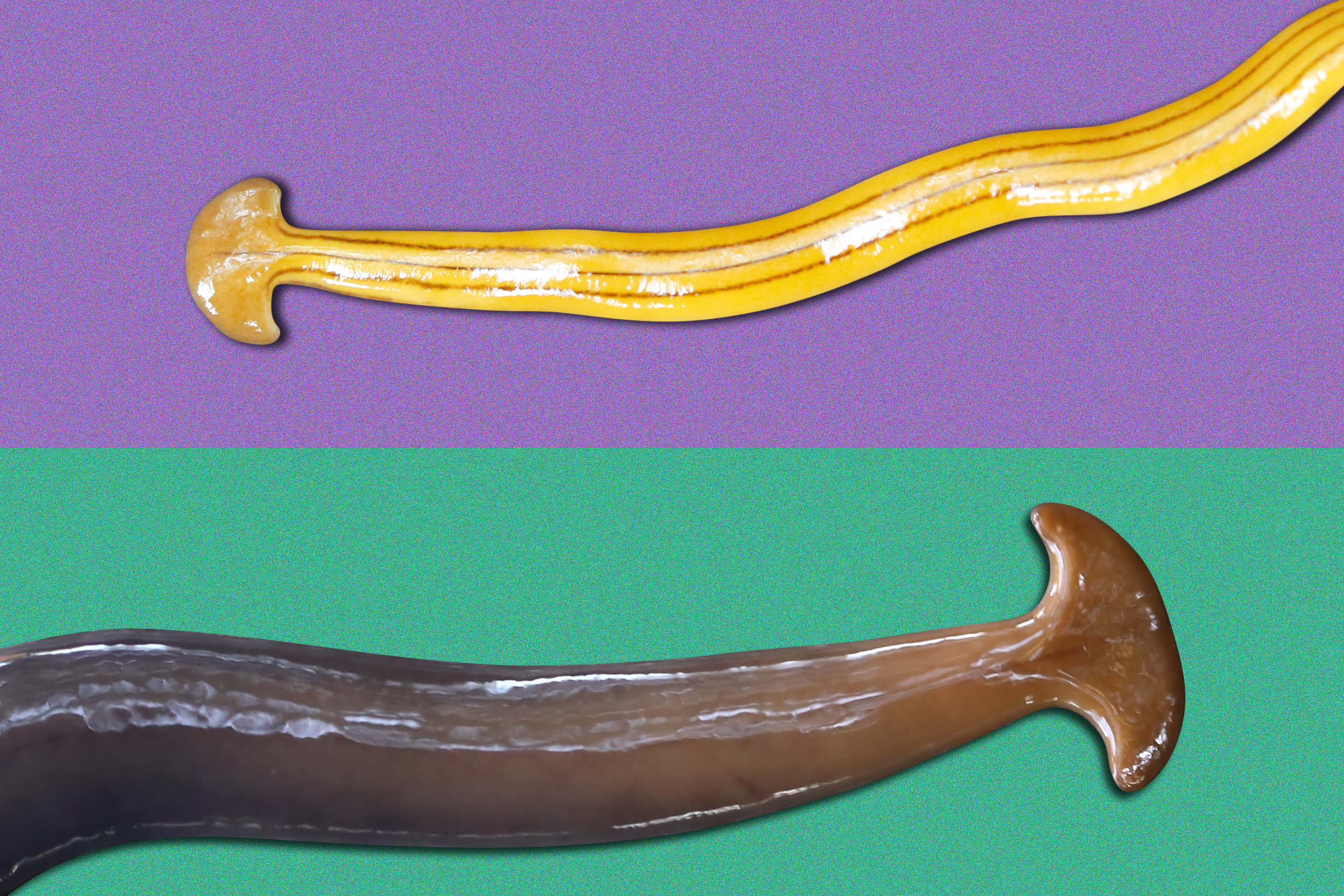
Esta planaria terrestre es Bipalium kewense, originaria de Indochina, e introducida en Estados Unidos.

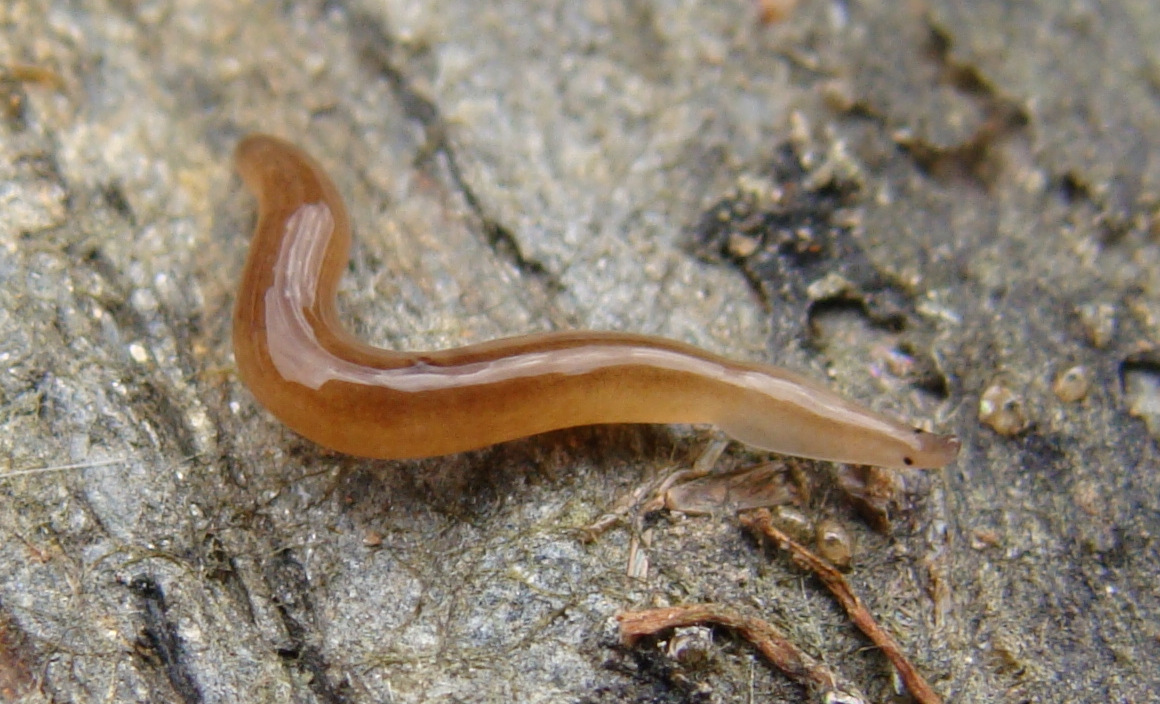
Esta planaria terrestre es Rhynchodemus sylvaticus.

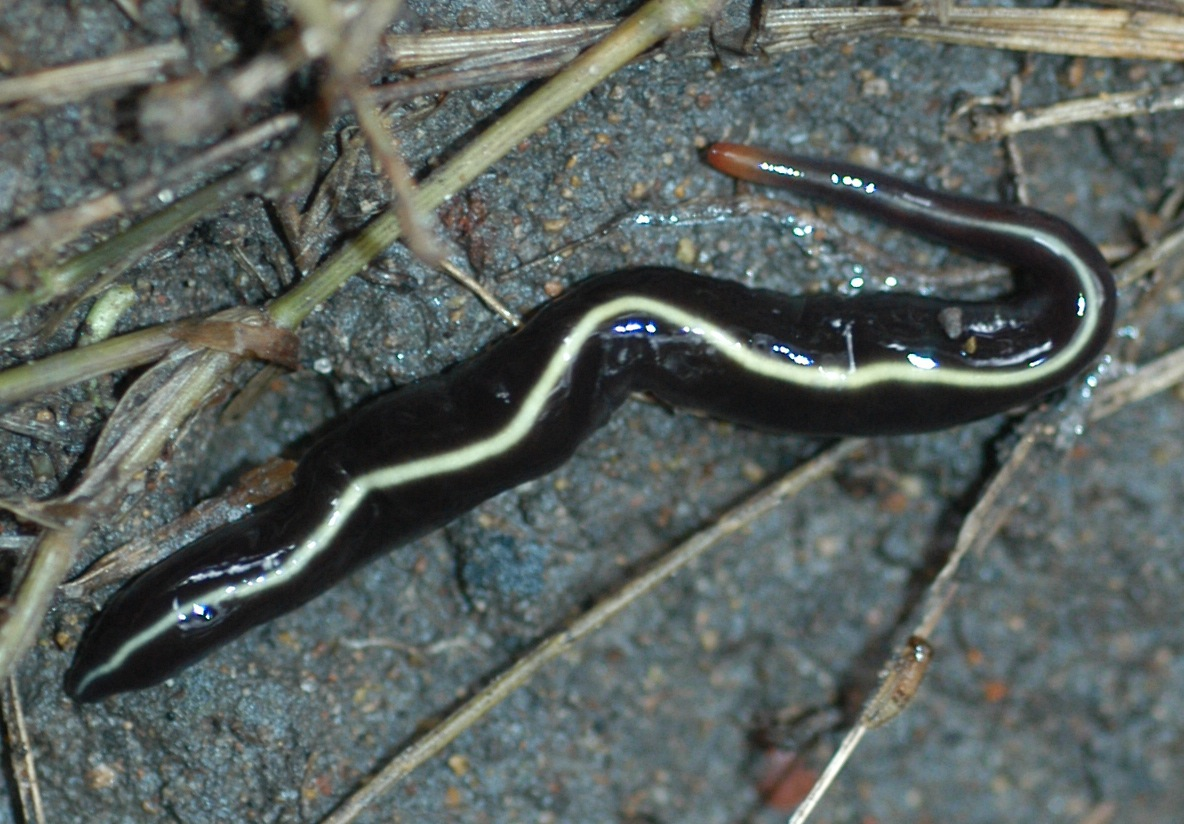
Esta planaria terrestre es Caenoplana coerulea.

Las planarias terrestres pueden ser valorizadas como excelentes bioindicadores de cambios ambientales, ya que los afectan severamente, mientras que otros animales los logran resistir.
Estos animales han sido subestimados por los investigadores por lo que se sabe muy poco de ellos. Aún no se han descrito buena parte de las especies que se estima existen. De las que sí han sido identificadas en la mayoría de los casos se desconoce su biología y el rol que desempeñan en sus ecosistemas.
Se han clasificado en todo el mundo 850 especies de planarias terrestres, siendo algunos lugares megadiversos, por ejemplo la mata atlántica del sudeste del Brasil, la que contiene la mayoría de las 180 especies encontradas en ese país.
Un ejemplo de lo poco que se conoce de estos animales es el caso de la Argentina, país que contaba con un registro total de 14 especies de planarias terrestres, en su mayoría descritas a finales del siglo XIX. Sólo un estudio de dos años llevado a cabo en dos áreas separadas por alrededor de 40 km en la selva misionera del nordeste de ese país, elevó el número total de especies registradas en dicha nación a 35, al identificar en esas dos reservas a 8 géneros de planarias terrestres (4 de ellos no contaban con registro en esa república) con un total de 22 especies, 15 de las cuales fueron nuevas para la ciencia, en tanto 6 de las 7 especies restantes (ya conocidas de la mata atlántica brasileña) constituyeron los primeros registros para la Argentina. Incluso sólo en esos dos puntos aún faltarían por descubrir más especies, ya que el resultado de aplicar un software específico (el cual permite estimar el número de especies presentes en una región) señaló que aún resta descubrir el 30 % del total de las especies que allí viven.
Especies introducidas
Algunas especies de planarias terrestres fueron accidentalmente trasladadas desde sus hábitats originales hacia otras regiones del planeta, en las cuales encontraron un ambiente favorable, presencia de abundantes presas no adaptadas al nuevo invasor y ausencia de predadores específicos. Esto les permitió expandirse y afectar las poblaciones de animales nativos, por lo que se tornaron dañinas plagas.

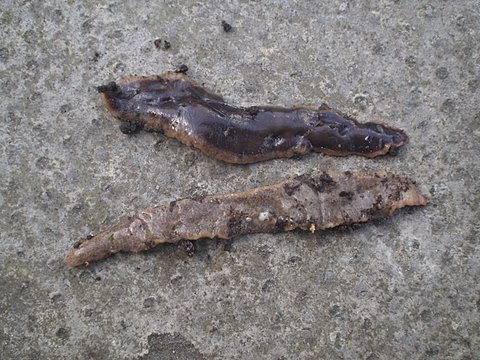
Planaria terrestre de Nueva Zelanda (Arthurdendyus triangulatus).

Un caso paradigmático es la planaria terrestre de Nueva Zelanda (Arthurdendyus triangulatus), la que fue trasladada desde esa país hasta el Reino Unido, donde está afectando las poblaciones de las especies nativas de lombrices de tierra a las que captura fácilmente.

## Taxonomía
Esta familia fue descrita originalmente en el año 1857 por el zoólogo estadounidense William Stimpson. 
Subfamilias
El Registro Mundial de Especies Marinas agrupa las especies de la familia en las siguientes subfamilias:
- Anzoplaninae Winsor, 2006
- Bipaliinae Stimpson, 1857
- Eudoxiatopoplaninae Winsor, 2009
- Geoplaninae Stimpson, 1857
- Microplaninae Pantin, 1953
- Rhynchodeminae Graff, 1896

Captura e identificación
La técnica de captura empleada por los investigadores es generalmente efectuando caminatas nocturnas en zonas con hábitat adecuado y muñidos de iluminación artificial focalizada, para intentar detectar las planarias que reptan por el suelo, procediendo luego a la colecta viva y manual de cada ejemplar localizado.
Para cada planaria encontrada, el poder dilucidar cuál es la correspondiente especie a la que pertenece es una labor complicada pues, como generalmente ocurre en los turbelarios, las características exteriores no suelen contener caracteres taxonómicamente diagnósticos. Es por ello que para una correcta identificación, además de una descripción minuciosa del animal vivo, tanto de su coloración como de su forma y ubicación de los ojos, es frecuentemente necesario la aplicación de cortes histológicos para estudiar su anatomía interna, luego de una fijación del ejemplar en determinados líquidos.